# Cessação tabágica

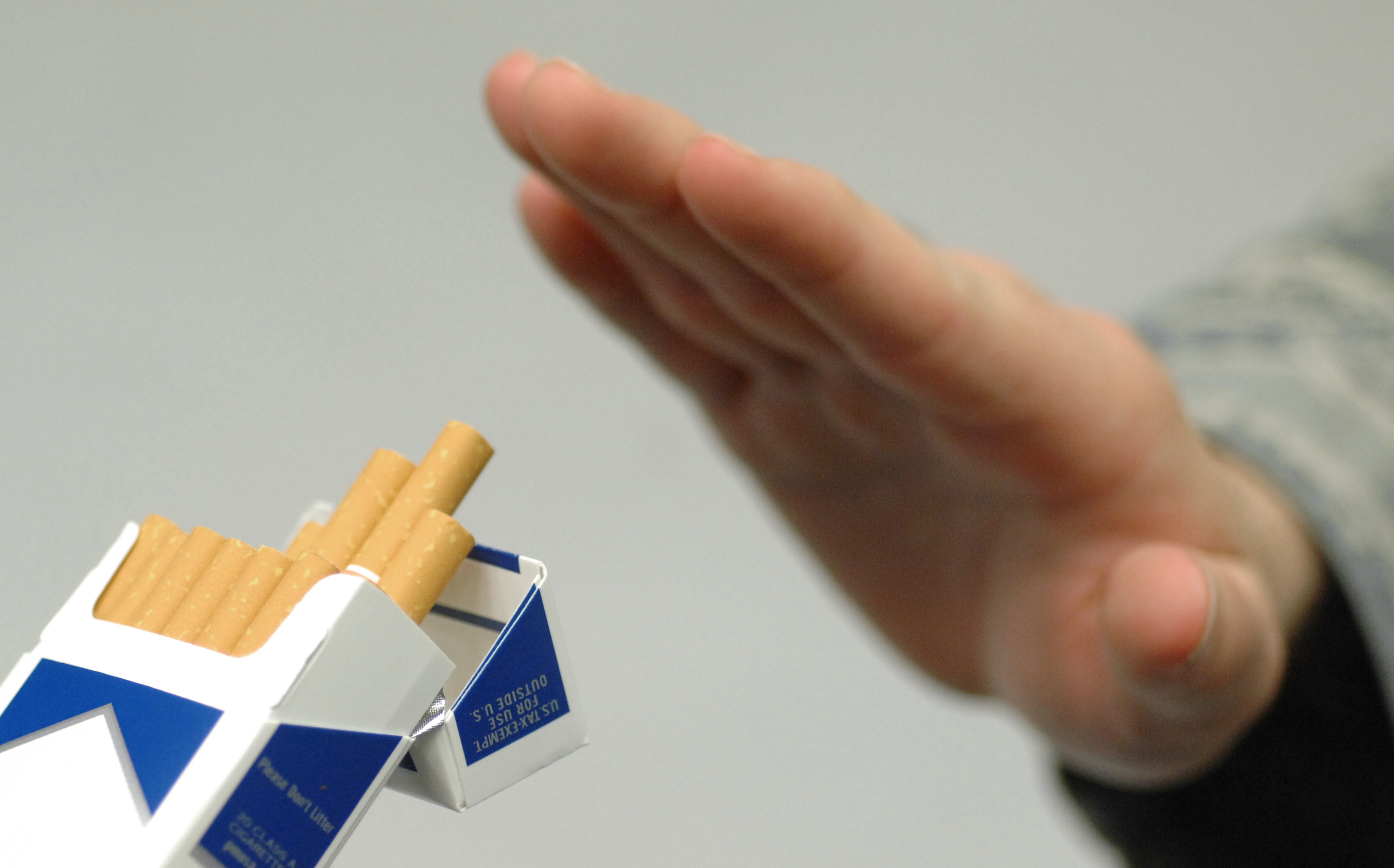
Deixar de fumar

Cessação tabágica (ou deixar de fumar) é o processo de interrupção do tabagismo. O fumo do tabaco contém nicotina, uma substância viciante. A nicotina faz com que o processo de parar de fumar se torne em muitos casos demorado e difícil.
Fumar é a principal causa evitável de morte em todo o mundo. Devido à sua associação a diversas doenças crónicas, fumar tem sido proibido em muitas áreas públicas. Deixar de fumar diminui significativamente o risco de morte por doenças relacionadas com o tabaco, tais como doença arterial coronária, doença pulmonar obstrutiva crónica (DPOC) e cancro do pulmão. Setenta por cento dos fumadores manifestam o desejo de parar de fumar e 50 por cento afirma ter tentado desistir no ano anterior. Existem várias estratégias para deixar de fumar, incluindo parar de fumar sem ajuda, medicamentos como a terapia de reposição de nicotina (TSN), citisina, bupropiona ou vareniclina, e aconselhamento psicológico. A maioria dos fumadores que tentam deixar de fumar fazem-no sem assistência, embora apenas 3% a 6% dessas tentativas sejam bem-sucedidas. Os medicamentos e o aconselhamento psicológico aumentam a taxa de sucesso da cessação tabágica, e a combinação de medicamentos e intervenções comportamentais é mais eficaz do que qualquer intervenção isolada.
Uma vez que a nicotina é viciante, parar de fumar causa sintomas de abstinência da nicotina, tais como desejo de nicotina, ansiedade, irritabilidade, depressão e ganho de peso.:2298 Os métodos de apoio profissionais para deixar de fumar geralmente tentam corrigir tanto a dependência de nicotina como os sintomas de abstinência da nicotina.